# Javier Alfaya Bula
Javier Alfaya Bula (Ramallosa, Baiona (Pontevedra); 6 d'agost de 1939-Madrid, 29 de gener de 2018) va ser un periodista, poeta, assagista, novel·lista i traductor gallec.

## Biografia
Com a periodista, va desenvolupar al llarg de la seva vida una important labor en premsa espanyola i estrangera. Va ser redactor de revistes progressistes o de esquerra com Triunfo, Mundo Obrero i La Calle, i col·laborador a diaris com El País, El Mundo i El Independiente. També va treballar en publicacions culturals com Cuadernos para el Diálogo, Letra Internacional, Ínsula, A Nosa Terra i Revista de Occidente. En el marc internacional, va col·laborar amb Le Monde Diplomatique.
En 1985 va ser cofundador de la revista de música clàssica Scherzo, de la qual va ser president fins a la seva defunció.
Com a traductor i en col·laboració amb la seva companya i el seu fill, Bárbara McShane i Patrick Alfaya McShane, traduïren al castellà obres de Joseph Conrad, Graham Greene, Nadine Gordimer, Ernest Hemingway, Gerald Durrell, Iris Murdoch, Isak Dinesen, Isaac Asimov, George Steiner i Salman Rushdie, entre d'altres.
En 2011 va donar a la Biblioteca Nacional d'Espanya un llegat de correspondència mantinguda amb diversos escriptors espanyols i estrangers com Vicente Aleixandre, Manuel Andújar, Paul Preston, Manuel Tuñón de Lara o Juan Goytisolo, així com de compositors i musicòlegs com Hans Werner Henze o Henri Dutilleux.

## Obra

### Poesia
- Transición (1970)
- La libertad, la memoria (1986)

### Assaig
- La memoria insumisa (amb Nicolás Sartorius, 1999)
- Crónica de los años perdidos (2003)

### Narrativa
- El traidor melancólico (1991), narracions
- Eminencia o la memoria fingida (1993), novel·la
- Una luz en la marisma (1994), juvenil
- Leyenda o el viaje sentimental (1996), novel·la
- El chico rumano (2006) juvenil
- Inquietud y desorden en la Casa Abacial (2008) novel·la